# Molinillo
Molinillo – gmina w Hiszpanii, w prowincji Salamanka, w Kastylii i León, o powierzchni 6,79 km². W 2011 roku gmina liczyła 54 mieszkańców.